# 무테브 알무파르리지
무테브 알무파르리지(아랍어: متعب المفرج, 1996년 8월 19일 ~ )는 사우디아라비아의 축구 선수로 포지션은 센터백이다.

## 수상 내역

### 알힐랄
- 사우디 프로페셔널리그: 2017–18, 2020–21
- 국왕컵: 2019–20

### 알타아원
- 킹스컵: 2019